# 스토리웨이

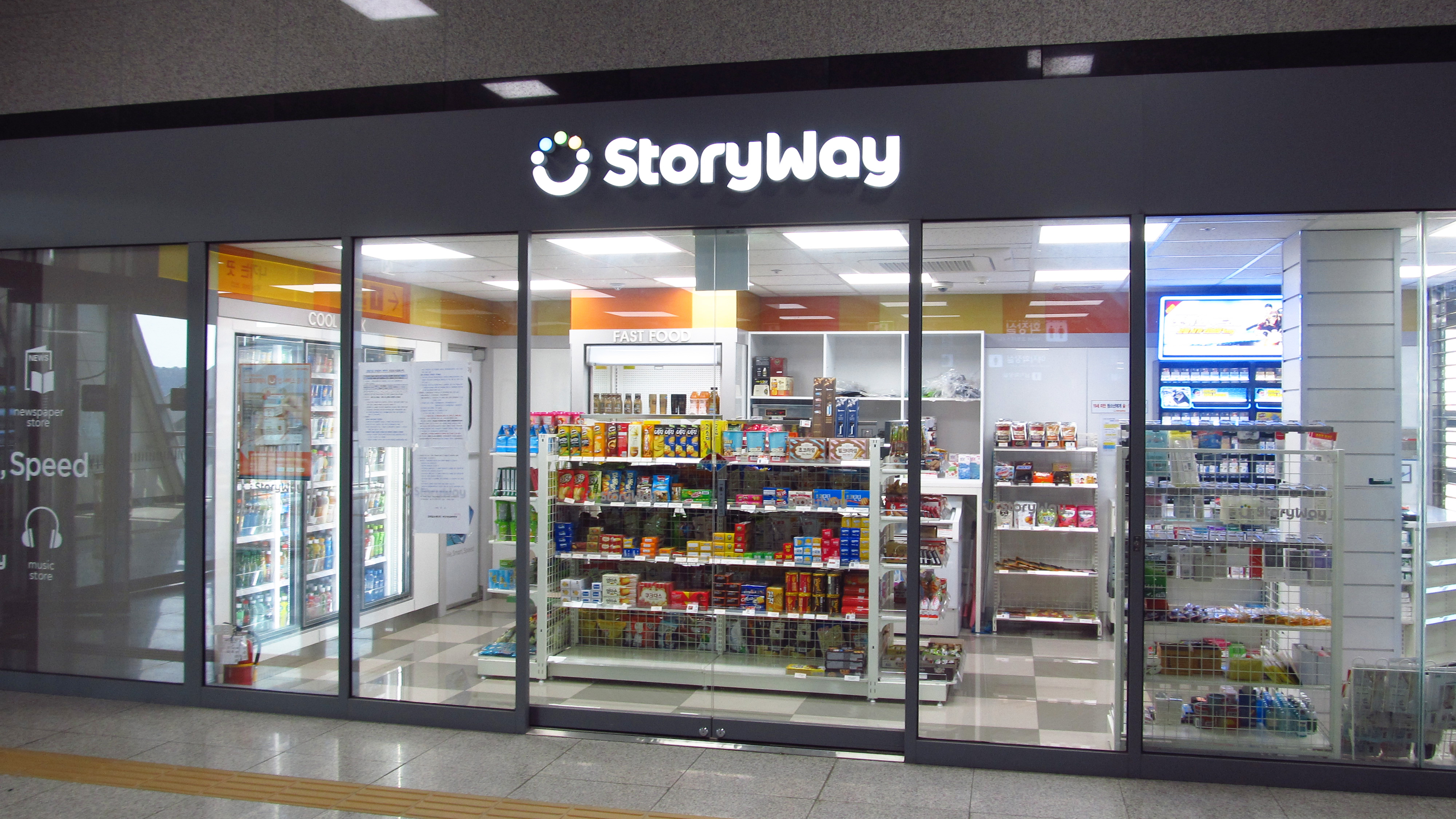
일광역 스토리웨이 편의점

스토리웨이(StoryWay)는 한국철도공사 관할 철도역 내부에 위치한 편의점이다.  크게는 한국철도공사의 자회사인 코레일유통이 철도이용객들을 위해 식음료 등 고객 편의를 위한 각종 상품을 판매하고 있는 편의점 및 상업시설이다.

## BI 변천사
|                 |
| 2005년 ~ 2010년 |

|               |
| 2010년 ~ 현재 |

## 지점
|        |
| 상인역 |

|          |
| 영남대역 |

|        |
| 기장역 |

|        |
| 부전역 |

|        |
| 안심역 |

|        |
| 병점역 |

## 같이 보기
- 코레일유통